# Квинт Тиней Сакердот (консул 219 г.)
Квинт Тиней Сакердот (на латински: Quintus Tineius Sacerdos) e политик и сенатор на Римската империя през края на 2 век и началото на 3 век.

## Биография
Произлиза от висша благородна фамилия Тиней вероятно от Volaterrae (Волтера) в Етрурия. Син е на Квинт Тиней Сакердот, който е консул 158 г. Брат е на Квинт Тиней Руф (консул 182 г.) и на Квинт Тиней Клемент (консул 195 г.).
През 192 г. Сакердот е суфектконсул заедно с Публий Юлий Скапула Приск. През 198/199 г. той е проконсул на провинция Витиния и Понт. По времето на император Септимий Север е проконсул на провинция Азия. През 219 г. е консул с колега император Елагабал.